# Spoorlijn Stadskanaal - Zuidbroek
De spoorlijn Stadskanaal – Zuidbroek is de op 1 augustus 1910 geopende spoorlijn die de Nederlandse plaatsen Stadskanaal en Zuidbroek via Veendam met elkaar verbindt. De lijn werd op 17 mei 1953 voor reizigersvervoer gesloten en bleef bestaan voor goederenvervoer, maar sinds 1 mei 2011 rijdt weer een personentrein van Veendam via Zuidbroek naar Groningen. Het gedeelte Stadskanaal – Veendam wordt als toeristische spoorweg door Museumspoorlijn STAR geëxploiteerd.

## Geschiedenis

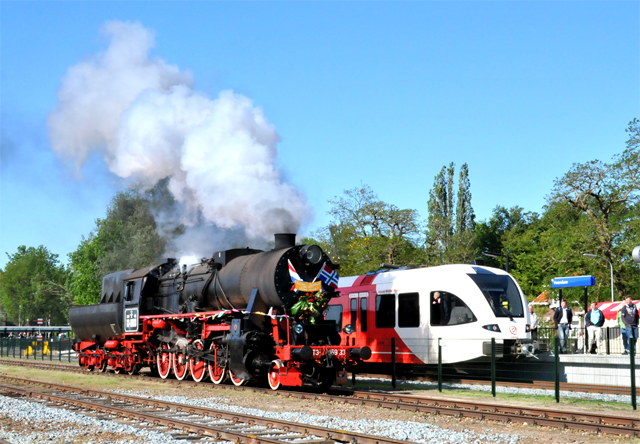
Opening personenvervoer op spoorlijn Veendam – Zuidbroek, 1 mei 2011.

De lijn werd aangelegd als sluitstuk van het spoorwegnet van de Noordoosterlocaalspoorweg-Maatschappij (NOLS), dat ook de eerder aangelegde spoorlijnen Zwolle – Mariënberg – Emmen – Gasselternijveen – Stadskanaal, Almelo – Mariënberg, Assen – Gasselternijveen en Zuidbroek – Delfzijl omvatte. Van deze lijnen zijn Zwolle – Emmen, Almelo – Mariënberg en Stadskanaal – Zuidbroek overgebleven.
Op 15 mei 1939 werd voor de eerste maal de lijn voor reizigersvervoer gesloten. Door de oorlogsomstandigheden werd het reizigersvervoer snel hervat: Stadskanaal – Veendam op 25 mei 1940 en Veendam – Zuidbroek op 29 mei 1940. Op 17 mei 1953 werd voor de tweede maal de gehele lijn voor reizigersvervoer gesloten, maar het goederenvervoer bleef van groot belang, met name op het baanvak Veendam – Zuidbroek.

### Goederenvervoer naar Veendam
In Veendam is de tri-modale containerterminal Groningen Railport van HUSA Logistics gevestigd (voorheen bekend als Rail Service Center Groningen, RSCG). DB Schenker Rail verzorgt het vervoer op deze spooraansluiting. ACTS reed dagelijks een containertrein (de zogenaamde Veendam-shuttle) tussen de haven van Rotterdam en Veendam. Daarna werd dit door HUSA (HTRS) gedaan en sinds 1 januari 2013 wordt de Veendam-shuttle door DB Schenker Rail gereden. Sinds december 2015 rijdt er tweemaal per week een shuttle tussen Weil am Rhein (Zuid-Duitsland) en Veendam, met containers bestemd voor verwerking in de Eemshaven.
De magnesiumverwerker Nedmag heeft er een spooraansluiting. Het vervoer werd sinds 1 februari 2014 uitgevoerd door Rotterdam Rail Feeding (RRF) maar per 1 januari 2016 weer overgenomen door DB Schenker Rail, inmiddels DB Cargo geheten.

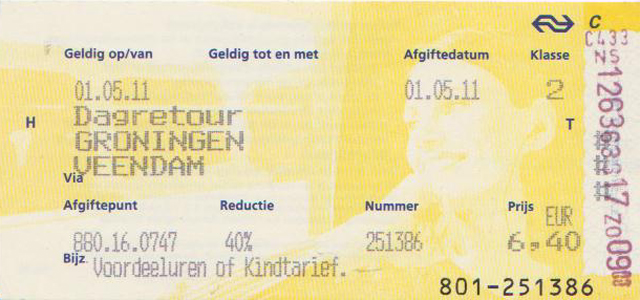
gedrukt kaartje

### Reactivering personenvervoer 2008-2011

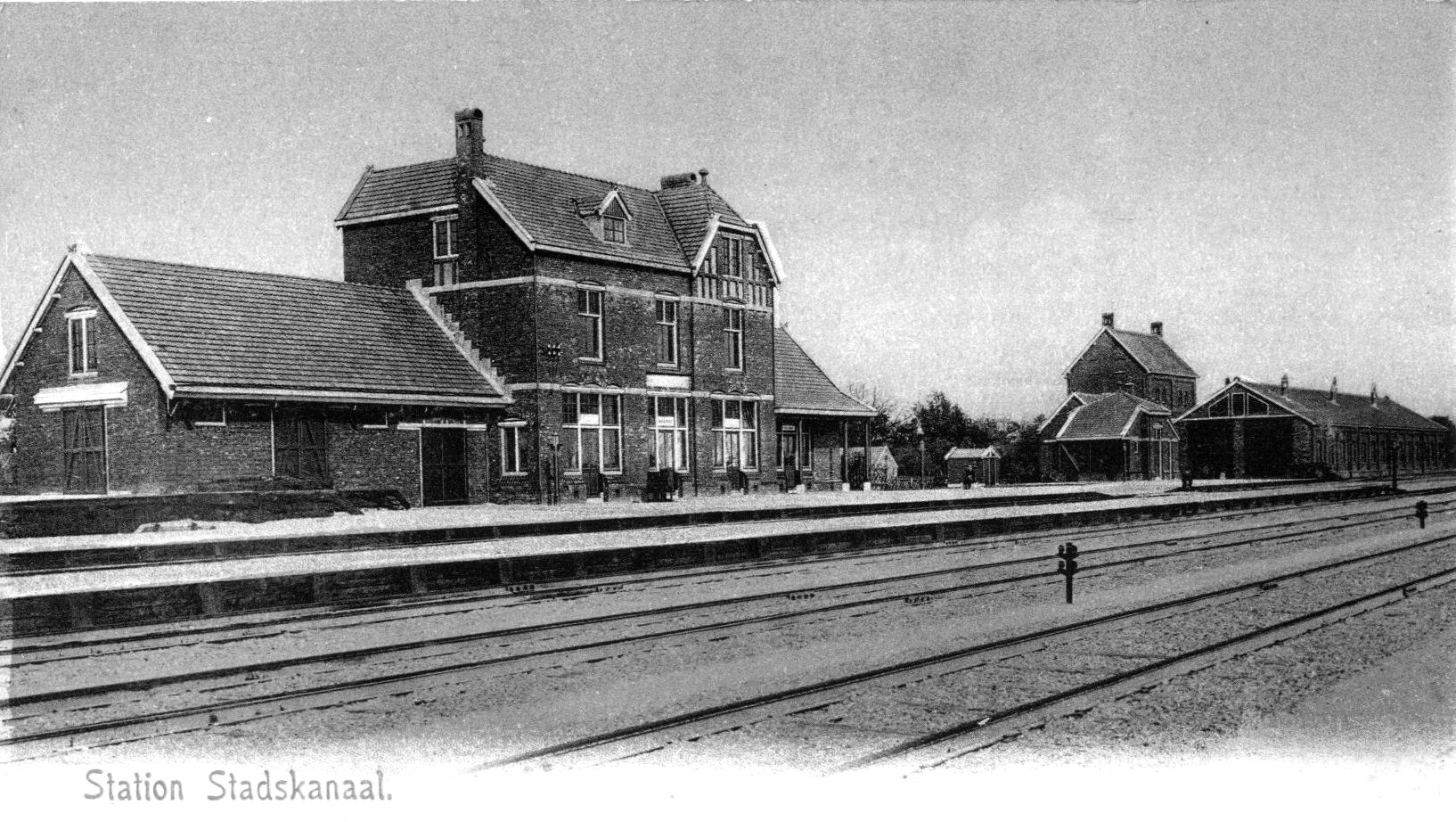
Station Stadskanaal; circa 1905.

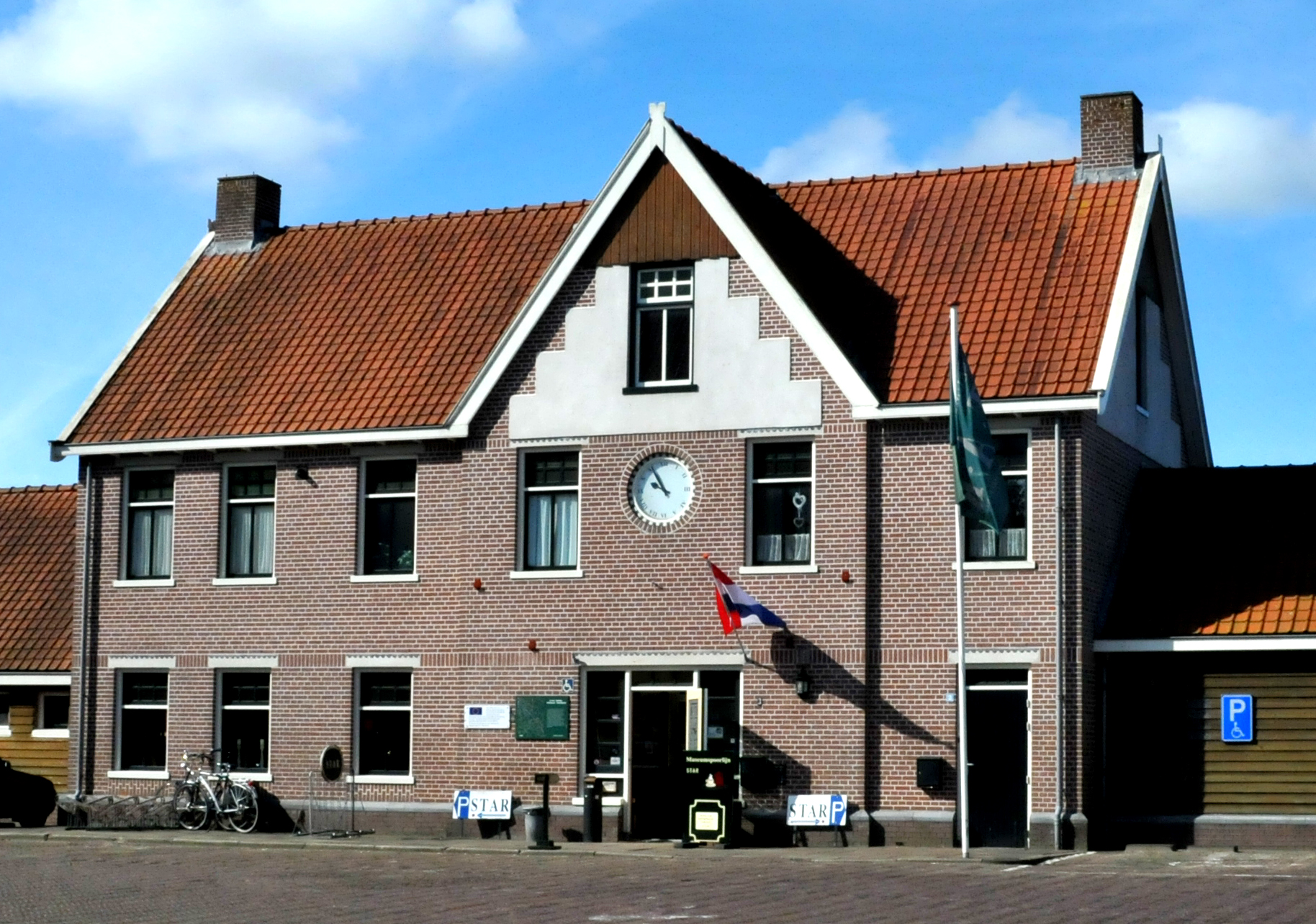
Station Stadskanaal; 2012.

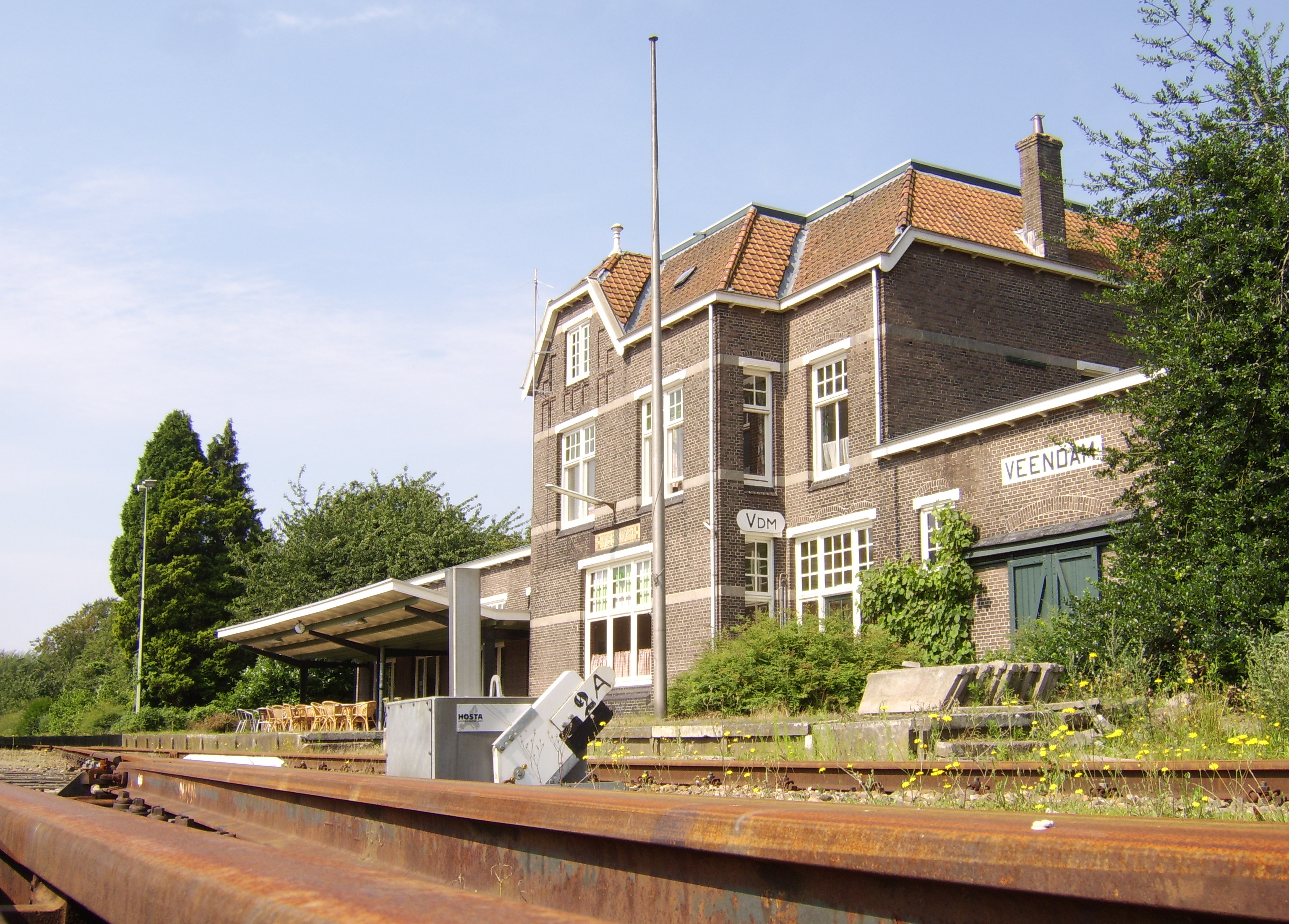
Station Veendam.

De spoorlijn tussen Veendam en Zuidbroek is sinds mei 2011 weer in gebruik voor personenvervoer. Al geruime tijd bestonden plannen in die richting, tot op 30 augustus 2007 de provincie Groningen, de gemeente Veendam, ProRail en Arriva een intentieverklaring en op 14 maart 2008 een definitieve verklaring (zonder Veendam) ondertekenden om de spoorlijn tussen Veendam en Zuidbroek weer voor personenvervoer in gebruik te nemen.
De spoorlijn werd, voorafgaand aan de ingebruikname, opgeknapt en aangepast. Een probleem daarbij vormde het goederenvervoer: de lijn was tussen de aansluiting bij Zuidbroek en Veendam geheel enkelsporig en er waren geen passeer- of inhaalmogelijkheden voor goederentreinen. Daarnaast werd het hoofdspoor op verschillende plaatsen gebruikt voor het rangeren met treindelen. Daarom is een extra spoor aangelegd ter hoogte van Nedmag en Groningen Railport, zodat de goederenvervoerders hun rangeerprocessen op dezelfde wijze kunnen blijven uitvoeren zonder het reizigersverkeer te hinderen.
In 2011 werd een tweede spoor aangelegd tussen de overweg Duurkenakker bij het voormalige station Meeden-Muntendam tot aan de Lloydsweg in Veendam. Aan het oostelijke spoor zijn nu de sporen naar Nedmag en de containerterminal van HUSA Logistics aangesloten. In zuidelijke richting is er geen aansluiting op het westelijke spoor. Dit westelijke spoor, bedoeld voor personenvervoer, loopt zonder aansluitingen rechtstreeks van Veendam naar Zuidbroek. Hierbij is geen sprake van dubbelspoor, maar van tweemaal enkelspoor.
Arriva bestelde vier nieuwe treinstellen voor de dienst op het traject, en rijdt daarmee sinds mei 2011 twee treinen per uur van station Veendam naar station Groningen. Aangezien er ook naar station Winschoten een halfuurdienst is, is zo tussen Zuidbroek en Groningen een kwartierdienst ontstaan.

### Stadskanaal – Veendam
Het baanvak Stadskanaal – Veendam werd op 27 mei 1990 voor goederenvervoer gesloten, maar in 1994 heropend door Museumspoorlijn STAR, die sindsdien een toeristische spoorweg uitbaat van Musselkanaal naar Veendam, met stations in Musselkanaal, Nieuw Buinen (2019), Stadskanaal en Veendam en haltes in Bareveld en Wildervank. De stichting is sinds 2003 eigenaar van de spoorlijn tussen Musselkanaal en Veendam. In 2006 en 2007 werd deze geheel gesaneerd en gerenoveerd.

## Plannen

### Heropening treindienst Stadskanaal – Veendam
Het op langere termijn verder doortrekken van de treindienst Groningen – Veendam naar Stadskanaal is door de provincie Groningen in 2015 en 2016 nader onderzocht. Gebruik van de bestaande spoorlijn leek moeilijk haalbaar, mede doordat het spoor sinds 2003 eigendom is van museumspoorlijn STAR en de belangen van STAR niet steeds op één lijn lagen met die van de provincie. Bij spoorbeheerder ProRail (geen eigenaar van de spoorlijn) had een dergelijk project geen prioriteit.
In maart 2019 werd toch een principe-akkoord gesloten tussen ProRail, Museumspoorlijn STAR, het ministerie van Infrastructuur en Waterstaat en Arriva om in december 2024 een treinverbinding te starten tussen Groningen en Stadskanaal. Er worden dagelijks 1.900 reizigers verwacht.
De STAR ontvangt een bedrag van 1,5 miljoen euro voor de spoorlijn Veendam – Stadskanaal en de grond eromheen, en kan dan met museumtreinen blijven rijden tussen de reguliere treinen door. Hierbij zal de spoorlijn 'om en om' gebruikt worden door de dieseltreinen van Arriva en de stoomtreinen van de STAR. Het beveiligingssysteem wordt hiervoor geschikt gemaakt. De eindhalte komt noordwestelijk van het STAR-station in Stadskanaal; het plan de lijn te laten eindigen op het vroegere Philipsterrein bij Nieuw-Buinen bleek financieel en vanwege de extra reistijd niet haalbaar. Tussen Veendam en Stadskanaal komen geen tussenstations, zodat het 14 kilometer lange traject in 12 minuten kan worden afgelegd. Het station Wildervank en de halte Bareveld zullen dus niet worden heropend, en ook door de stoomtreinen van de Stichting Stadskanaal Rail wordt er niet gestopt.

### Verlenging naar Emmen
Er zijn plannen gemaakt voor nog verdere verlenging naar Emmen. In 2008 hebben de provincies Drenthe en Groningen hiernaar onderzoek laten doen. De uitkomsten van dit onderzoek waren niet onverdeeld positief.
In 2019 kwam er opnieuw een onderzoek naar realisatie van een spoorverbinding tussen Emmen en Stadskanaal. Deze verbinding zou dan onderdeel worden van de zogenaamde Nedersaksenlijn, een doorgaande spoorverbinding van Enschede via Emmen naar Groningen.

## Stations en gebouwen
Hieronder een overzicht van alle stations langs de lijn (cursief: voormalig station):
| Station                 | Geopend | Huidig gebouw |
| ----------------------- | ------- | --- |
| Stadskanaal             | 1905    | 1997, STAR, uniek ontworpen retrogebouw, gebouw type NOLS 2e klasse gesloopt in 1979, station gesloten in 1953 en sinds 1994 in gebruik bij STAR |
| Stadskanaal Pekelderweg | 1910    | geen, gebouw type NOLS-halte gesloopt in 1970, station gesloten in 1953                                                                          |
| Bareveld                | 1910    | geen, gebouw type NOLS-halte gesloopt in 1979, station gesloten in 1953, sinds 1994 in gebruik bij STAR                                          |
| Wildervank              | 1910    | geen, gebouw type NOLS-2e klasse gesloopt in 1970, station gesloten in 1953, sinds 1994 in gebruik bij STAR                                      |
| Veendam                 | 1910    | 1909, NOLS, type NOLS-1e klasse, station gesloten in 1953 en in 1994 geopend door STAR en in 2011 voor reguliere reizigers                       |
| Meeden-Muntendam        | 1910    | geen, gebouw type NOLS-3e klasse gesloopt in 1966, station gesloten in 1941                                                                      |
| Zuidbroek               | 1868    | 1865, SS, vernieuwd type SS derde klasse |

## Treindienst
- Tweemaal per uur rijdt een stoptrein tussen Veendam en Groningen.
- De STAR rijdt tussen Stadskanaal en Veendam van april tot oktober op bijna alle zondagen en daarnaast in juli en augustus op de meeste dinsdagen en woensdagen.